# Navianos de Valverde (kommunhuvudort)
Navianos de Valverde är en kommunhuvudort i Spanien.   Den ligger i provinsen Provincia de Zamora och regionen Kastilien och Leon, i den nordvästra delen av landet, 240 km nordväst om huvudstaden Madrid. Navianos de Valverde ligger 710 meter över havet och antalet invånare är 254.
Terrängen runt Navianos de Valverde är platt. Runt Navianos de Valverde är det glesbefolkat, med 19 invånare per kvadratkilometer. Närmaste större samhälle är Benavente, 12,8 km öster om Navianos de Valverde. Trakten runt Navianos de Valverde består till största delen av jordbruksmark.